# Eugène Hénard
Eugène Alfred Hénard (Parigi, 22 ottobre 1849 – Parigi, 19 febbraio 1923) è stato un architetto e urbanista francese, era un pioniere delle rotatorie, la prima introdotta a Parigi nel 1907.

## Biografia
Sempre a Parigi progettò altri numerosi grandi interventi urbanistici, come la rete principale dei viali che si dipartono a raggera dal centro urbano e l'espansione attorno a Place de l'Opéra. Fu un convinto sostenitore dell'espansione delle aree verdi cittadine. Propose inoltre i "boulevard a dentello" (in francese boulevards à redans), nei quali gli edifici raggiungono con un angolo e non con una facciata la linea stradale, creando così un andamento a zig-zag che massimizza la luce che può raggiungere gli alloggi. La sua visione futurista influenzò fortemente vari architetti posteriori tra i quali in particolare Le Corbusier.

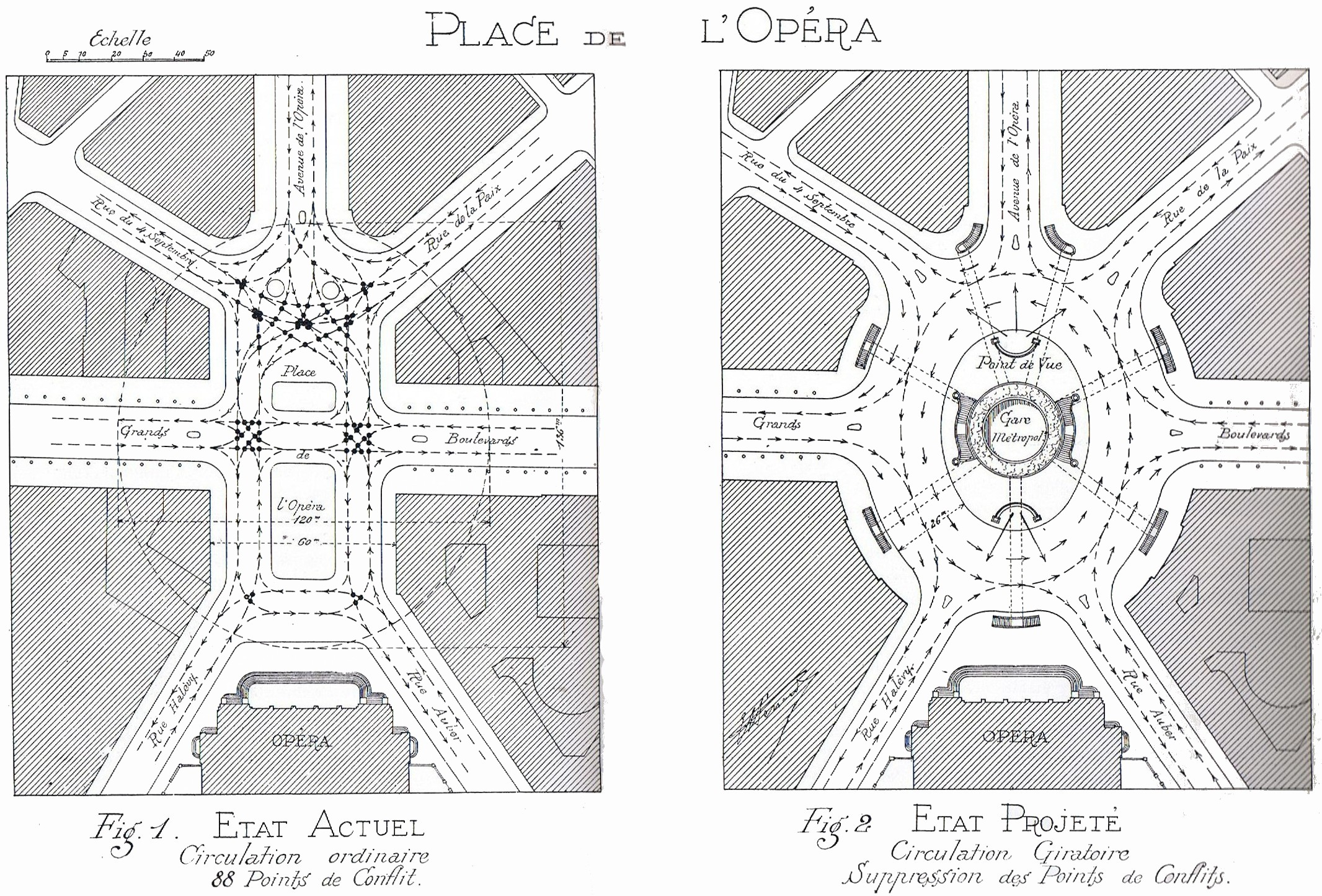
Trasformazione de Place de l'Opéra in una rotonda